# Paquita Sánchez
Paquita Sánchez (Alicante) fue una política socialista liberal valenciana.

## Biografía
Durante la Guerra Civil, fue dirigente de la Agrupación de Mujeres Antifascistas de Alicante y responsable, al menos, de su secretariado de Cultura. Participó en mítines de Mujeres Antifascistas por la provincia. Esta organización centró su tarea en campañas de ayuda y de recogida de donativos, en la asistencia a hospitales y a refugiados, en actas en demanda de la incorporación de las mujeres al trabajo y la confección de ropa para el frente o en la celebración del 8 de marzo el 1938. Paquita Sánchez, socialista igual que mujeres como Victoria Castro, también era integrante del Comité Provincial de Enlace PSOE-PCE el 1937. En una entrevista afirmó que la incorporación de las mujeres a la lucha era decidida y que el trabajo del PSOE en el conflicto era «ganar la guerra sin perdonar ningún sacrificio», puesto que a su juicio la solución a la guerra era «la aniquilación total del fascismo», dado que «España defiende las libertades de todos los proletarios del mundo y en sus campos se están librando las batallas decisivas contra el fascismo internacional» (Pluma Roja, Novelda, 3 de julio de 1937). El 1938, como integrante de la Comisión Ejecutiva de la Federación Provincial Socialista, fue designada para marchar al frente en representación de la Comisión en la delegación del Socorro Rojo Internacional. No se dispone de más información sobre ella.